# یامان-پورت
یامان-پورت (انگلیسی: Yaman-Port) یک شهرک در شهرستان نوریمانوفسکی استان باشقیرستان کشور روسیه است.